# 行け行けイケメン!
『行け行けイケメン!』（いけいけイケメン）は、日本テレビ系列で2000年1月9日から3月26日まで放送されていたテレビドラマ。主演は渋谷すばると横山裕と村上信五（トリプル主演）。

## 概要
後の関ジャニ∞のメンバー渋谷すばる、横山裕、村上信五が出演した学園ドラマ。
生徒達の平和な学園生活を守るために、学園内にある百葉箱に入れられた依頼の手紙を受けて、イケメン3人組がいかなる事でも解決してくれるという物語。
誰が解決してくれているのか、というのは誰も知らないという設定。
主な出演者はなハル役の渋谷すばる、女の子というかおっぱい大好きヒロ役の横山裕、お金大好きリュウイチ役の村上信五で、学校の名前は私立セントファビュラス学園。
日本テレビと共同テレビが共同制作したのは、1986年4月期水曜ドラマ「妻たちの初体験」以来、13年10か月ぶりの作品である。
3人の溜まり場となっているのは、学校の屋上・階段下の“高電圧注意”と表札を掲げて人目を避けているフェンスの裏のスペース。

## 登場人物

### 主な登場人物
ハル
演 - 渋谷すばる
クールで真面目な性格。
ヒロ
演 - 横山裕
女の子というかおっぱいが大好き。
リュウイチ
演 - 村上信五
お金が大好き。

### ゲスト

#### 第1話
- 浅田好未（パイレーツ）
- 西本はるか（パイレーツ）
- 川俣しのぶ
- 植村拓也（第9話）

#### 第2話
- 橘実里
- 松山孝次
- 大島信一
- 満田直也
- 渡辺義人

#### 第3話
- 戸田恵子
- 原知宏
- 佐渡稔
- 久保晶
- 谷口節
- 岸菜愛

#### 第4話
- 長谷川純
- 角田久美子（日本テレビアナウンサー）

#### 第5話
- アンディ・フグ
- 松田勝
- 長江英和
- 高橋玄人
- 日下慎
- 堀口理恵
- 一ノ瀬可奈
- 星富美子
- 古屋千絵

#### 第6話
- 上里亮太
- 浅見れいな
- 山地健仁
- 甲斐真里
- 西澤誠司
- 山口未知

#### 第7話
- 平泉成
- 鷲尾真知子
- 本宮純子
- 古屋暢一
- 大内涼

#### 第8話
- アジャ・コング
- ウォーターハウス美希
- ウォーターハウス亜耶
- 川村ひかる
- 岩瀬威司
- 真島有紀
- 福沢潤
- 渡辺智隆
- 高橋清一
- 須藤麻衣

#### 第9話
- 松田純
- 梅垣義明
- 野仲功
- 富田晃介
- 関根正幸
- 須田靖恵

#### 第10話
- 田山涼成
- 柴田理恵
- 上村依子
- 松本じゅん
- 田中龍

#### 第11話
- 藤原喜明
- 浜丘麻矢
- 渡辺憲吉
- 田口主将
- BOB藤原
- 三浦義徳
- 村上容一
- 女鹿伸樹
- 斎藤政哉
- 柴田雅代
- 高畠華澄
- 白井悟
- 白井厚臣
- 小泉拓也

#### 最終話
- 斉藤曉
- 柳明日香
- 東貴博
- 佐藤江梨子
- 高木まみ子
- 津田真澄
- 大須賀王子
- 揚原京子
- 奥田崇
- 野間耕
- 川口弥生
- 乾小順
- 木場朝子
- 山川真紀
- 岡憲治

## 特徴
- 特に横山裕は女装のシーンが多かった。
- 3人がストッキングをかぶるというシーンがあった。
- 第1話でヒロ役の横山裕とリュウイチ役の村上信五のキスシーンがあった。
- ハル役の渋谷すばるは第2話ではピンク、第4話では蛍光黄緑のパンツをはいていた。
- 第1話、リュウイチの第一声は「デビットカッパーフィーーーーーーーールド」
- 第4話の日本史のテストの結果、リュウイチ51点ハル52点ヒロ53点で、たいして点数差は無いのにヒロはかなり得意気になっていた。
- 幽霊山にてヒロのみ本物の幽霊を目撃してしまった。
- バレンタインにて意外とヒロは人気があるようで、リュウイチは0個でハルは1個だったのに対し、風呂敷にいっぱいになるほどチョコを貰っていた(おそらく全て義理チョコ)。

## スタッフ
- ナレーション：森山周一郎
- 脚本：田中一彦、高山直也ほか
- チーフプロデューサー：佐藤敦
- プロデューサー：伊藤響、池田健司、荻野哲弘（日本テレビ）、松村俊二（共同テレビ）
- 演出：松田秀知（共同テレビ)、都築淳一（ベイシス）、荻野哲弘（日本テレビ）
- 音楽：見良津健雄
- 協力：ベイシス、バスク、フジアール
- 制作協力：共同テレビ
- 製作著作：日本テレビ